# Nationalpark Alto Purús

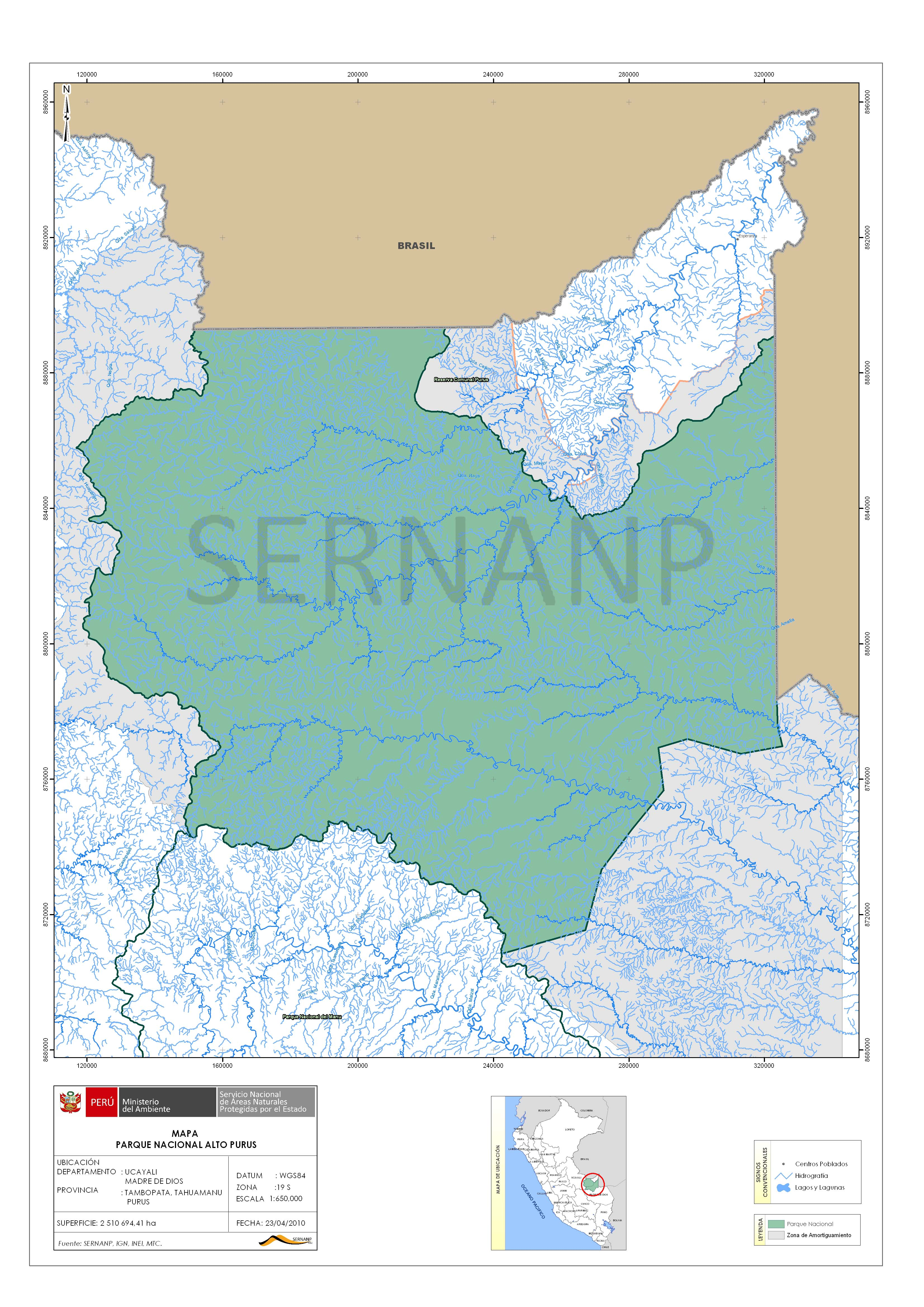
Karte des Nationalparks Alto Purús

Der Nationalpark Alto Purús (span.: Parque nacional Alto Purús) ist ein am 20. November 2004 gegründeter Nationalpark in der Provinz Purús in der Region Ucayali und der Provinz Tahuamanu in der Region Madre de Dios in Peru, der durch das Dekret Nº 040-2004-AG verabschiedet wurde.

## Lage
Das Gebiet umfasst im Wesentlichen den Río Purús mit all seinen Nebenflüssen Río Cujar, Río Curiuja und Río Curanja in der Region Ucayali, am östlichen Ende mit den Flüssen Río Yaco, Río Chandless, Río Acre und Río Tahuamanu sowie im Süden das Quellgebiet des Río Las Piedras und Río Lidia. In seinem Inneren besteht er aus zwei größeren Landschaften. Da sind zum einen das Marschland und seine Auen, die durch Flussablagerung geprägt sind, zum anderen die Hügellandschaft, die überwiegend aus Tonsedimenten aus tertiärem Festland besteht. Das Gelände ist komplex, robust und verwittert und erreicht Höhen, die höchstens 100 Meter über dem Meeresspiegel sind. Da der Ursprung dieses Gebietes nicht andin ist, existieren im Park sehr spezielle Ökosysteme, die sich vom Rest des Amazonasgebiets in Struktur und Böden unterscheiden und bisher wenig untersucht sind. Durch die Größe und die riesigen tropischen Wälder ist es eines der wichtigsten Schutzgebiete in Peru.
Sein Erhalt garantiert den Schutz vieler gefährdeter Arten sowie den Erhalt von angestammten Gebieten der benachbarten indigenen Völker (in der Reserva Indígena Mashco Piro). Außerdem leben im Park isolierte indigene Gruppen. Das Ziel des Nationalparks ist die Bewahrung eines der bedeutendsten tropischen Wälder sowie einer evolutionären Übergangszone. Dazu kommt der Schutz von endemischen und bedrohten Arten, wie der Riesenotter (Pteronura brasiliensis), die Arrauschildkröte (Podocnemis expansa), die Harpyie (Harpia harpyja) oder der Blaukopfara (Primolius couloni). Zusätzlich sind Pflanzen wie Amerikanisches Mahagoni (Swietenia macrophylla), Westindische Zedrele (Cedrela odorata) und zahlreiche andere Arten von großer Bedeutung für Industrie, Medizin und als Lebensmittel.

## Fauna
Die biologische Vielfalt ist mit mehr als 900 Arten enorm.

### Säugetiere
Neben den bereits erwähnten Säugetieren  findet man im Park den Jaguar (Panthera onca), den Ozelot (Leopardus pardalis), die Langschwanzkatze (Leopardus wiedii), den Puma (Puma concolor), den Südamerikanischen Fischotter (Lontra longicaudis), den Großen Ameisenbären (Myrmecophaga tridactyla), die Tayra (Eira barbara), den Kurzohrfuchs (Atelocynus microtis), den Waldhund (Speothos venaticus), Nager wie  den Pakarana (Dinomys branickii) und verschiedene Eichhörnchen-Arten.
Andere bedeutende Arten im Park sind das Braunkehl-Faultier (Bradypus variegatus), das Weißbartpekari (Tayassu pecari), der Amazonas-Sotalia (Sotalia fluviatilis) und der Amazonasdelfin (Inia geoffrensis).
Unter den Primaten gibt es den Kaiserschnurrbarttamarin (Saguinus imperator), den Rotgesichtklammeraffen (Ateles paniscus), den Roten Springaffen (Callicebus cupreus), das Zwergseidenäffchen (Cebuella pygmaea) und den Weißstirn-Kapuzineraffen (Cebus albifrons).

### Vögel
Auch 520 Vogelarten leben im Park. So leben hier Königsgeier (Sarcoramphus papa), Jabiru (Jabiru mycteria) und  Rotbauchara (Orthopsittaca manilatus). Andere Arten im Park sind u. a. Schwarzkappentinamu (Crypturellus atrocapillus), Weißbrauenbussard (Leucopternis kuhli), Weißflügel-Trompetervogel (Psophia leucoptera), Rostkappenpapagei (Pionites leucogaster), Schwarzkappensittich (Pyrrhura rupicola), Krauskopfarassari (Pteroglossus beauharnaesii), Goldstirn-Zwergspecht (Picumnus aurifrons), Weißkehl-Glanzvogel (Brachygalba albogularis), Blaustirn-Glanzvogel (Galbula cyanescens), Halbring-Faulvogel (Malacoptila semicincta), Gelbkinn-Faulvogel (Nonnula sclateri), Westliche Gelbbauchpipra (Neopelma sulphureiventer), Schwarzgesichtkotinga (Conioptilon mcilhennyi), Streifenbrust-Todityrann (Hemitriccus flammulatus), Weißbauch-Schuppenkopftyrann (Lophotriccus eulophotes), Blaugrauer Würgerling (Thamnomanes schistogynus), Olivbrauner Ameisenschlüpfer (Epinecrophylla leucophthalma), Gelbstreifen-Ameisenschlüpfer (Myrmotherula sclateri), Südlicher Grauameisenschnäpper (Hypocnemoides maculicauda), Goeldiameisenvogel (Akletos goeldii), Bindenschwanz-Ameisenvogel (Gymnopithys salvini), Fahlbrust-Ameisenpitta (Grallaria eludens), Olivmantel-Ameisenpitta (Hylopezus berlepschi), Starkschnabel-Blattspäher (Syndactyla ucayalae), Koepckekassike (Cacicus koepckeae), Spiegeltangare (Conothraupis speculigera), Gelbschopftangare (Tachyphonus rufiventer), Weißschulter-Würgertangare (Lanio versicolor) und Scharlachkopf-Bartvogel (Eubucco tucinkae).

### Flora
Mehr als 2500 Pflanzenarten sind im Park bisher nachgewiesen worden.

## Klima
Der durchschnittliche Jahresniederschlag beträgt 1.800 mm. Die Trockenzeit ist zwischen Mai und Oktober. Die Durchschnittstemperatur im Park beträgt 25 °C mit einer mittleren Luftfeuchtigkeit zwischen 75 und 82 %.